# 埃爾金斯 (新罕布什爾州)
埃爾金斯（英語：Elkins）是位於美國新罕布什爾州梅里馬克縣的非建制地區。

## 歷史
埃爾金斯的郵局自1895年營運至今。

## 地理
埃爾金斯所處的海拔為高於海平面247米（即810英呎），而該地所採用的時區為UTC-5，即北美东部时区（EST）。同時該地設有夏令時間，為UTC-5調快一小時，即UTC-4（EDT）。